# Feketesapkás papagáj
A feketesapkás papagáj (Pionites melanocephalus) a madarak osztályának papagájalakúak (Psittaciformes) rendjébe és a papagájfélék (Psittacidae) családjába tartozó faj.

## Előfordulása
Dél-Amerikában, Brazília, Kolumbia, Ecuador, Francia Guyana, Guyana, Peru, Suriname és Venezuela területén honos.

## Alfajai
- Pionites melanocephalus melanocephalus (Linnaeus, 1758)
- Pionites melanocephalus pallidus (Berlepsch, 1889)

## Külső hivatkozások
- Képek az interneten a fajról
- Ibc.lynxeds.com - videók a fajról
- Xeno-canto.org - a faj hangja és elterjedési területe